# Marktschreier

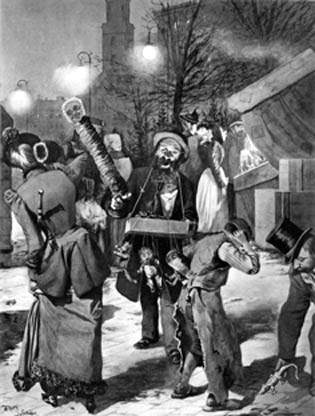
Georg Schöbel: Marktschreier, 1893

Als Marktschreier werden Händler auf Märkten bezeichnet, die unter Einsatz der menschlichen Stimme ihre Ware hörbar feilbieten. Dies gilt als verbales Werben zu beruflichen und gewerblichen Zwecken.
Die Bedeutung der Bezeichnung war ursprünglich eine negative. Der Marktschreier spielte auf den Märkten des Mittelalters und der frühen Neuzeit die Rolle des Quacksalbers bzw. des Scharlatans. Man beschrieb ihn als:
„1) Afterarzt, welcher auf Jahrmärkten od. bei Volksversammlungen Medicamente von einem Schaugerüste herab, unter Lobpreisungen ihrer Wirksamkeit, zum Verkauf anbietet; meist in Begleitung eines, die Menge lockenden Possenreißers; jetzt durch die Medicinalpolizei entfernt; 2) so v.w. Charlatan.“
Zwar hat die deutsche Sprache den Begriff marktschreierisch als abwertend, weil aufdringlich und lästig, bis in die Gegenwart bewahrt, gleichwohl spielt der Marktschreier auf vielen Wochenmärkten eine akzeptierte Rolle. Bestimmte Marktschreier haben sich auf dem Marktplatz einen Namen gemacht. Das Leipziger Stadtoriginal Oscar Seifert (1861–1932) zählte zu den bekannten sächsischen Marktschreiern im 20. Jahrhundert.
In manchen Regionen haben Marktschreier-Wettbewerbe den Status einer Attraktion erlangt, so wurde Wurst-Achim 2013 Deutscher Meister, und Aale-Dieter vom Hamburger Fischmarkt wurde vom Manager Magazin zu den zehn besten Verkäufern in Deutschland gezählt.

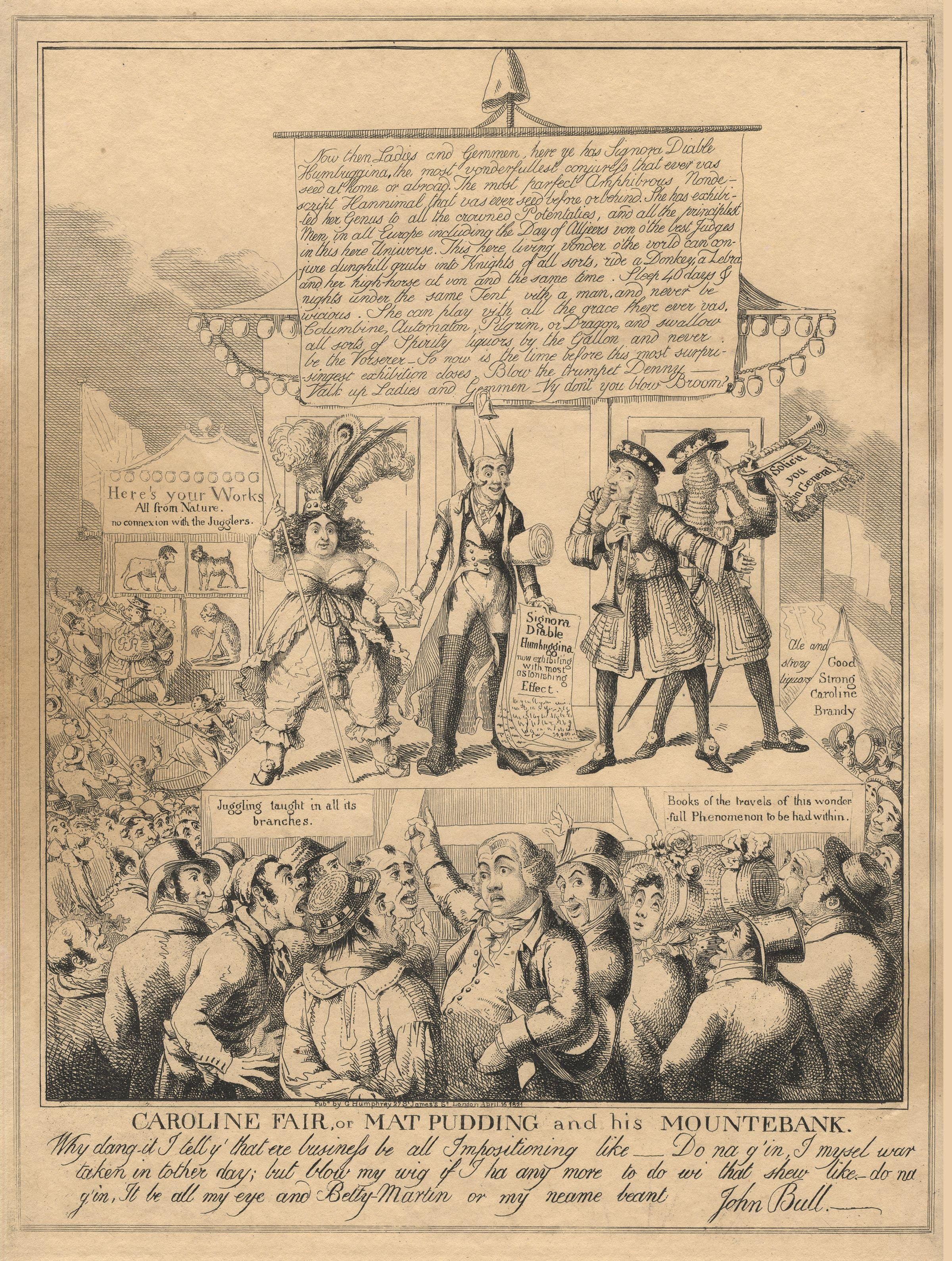
George Humphrey: Marktschreier, National Portrait Gallery, London, 17. Jahrhundert
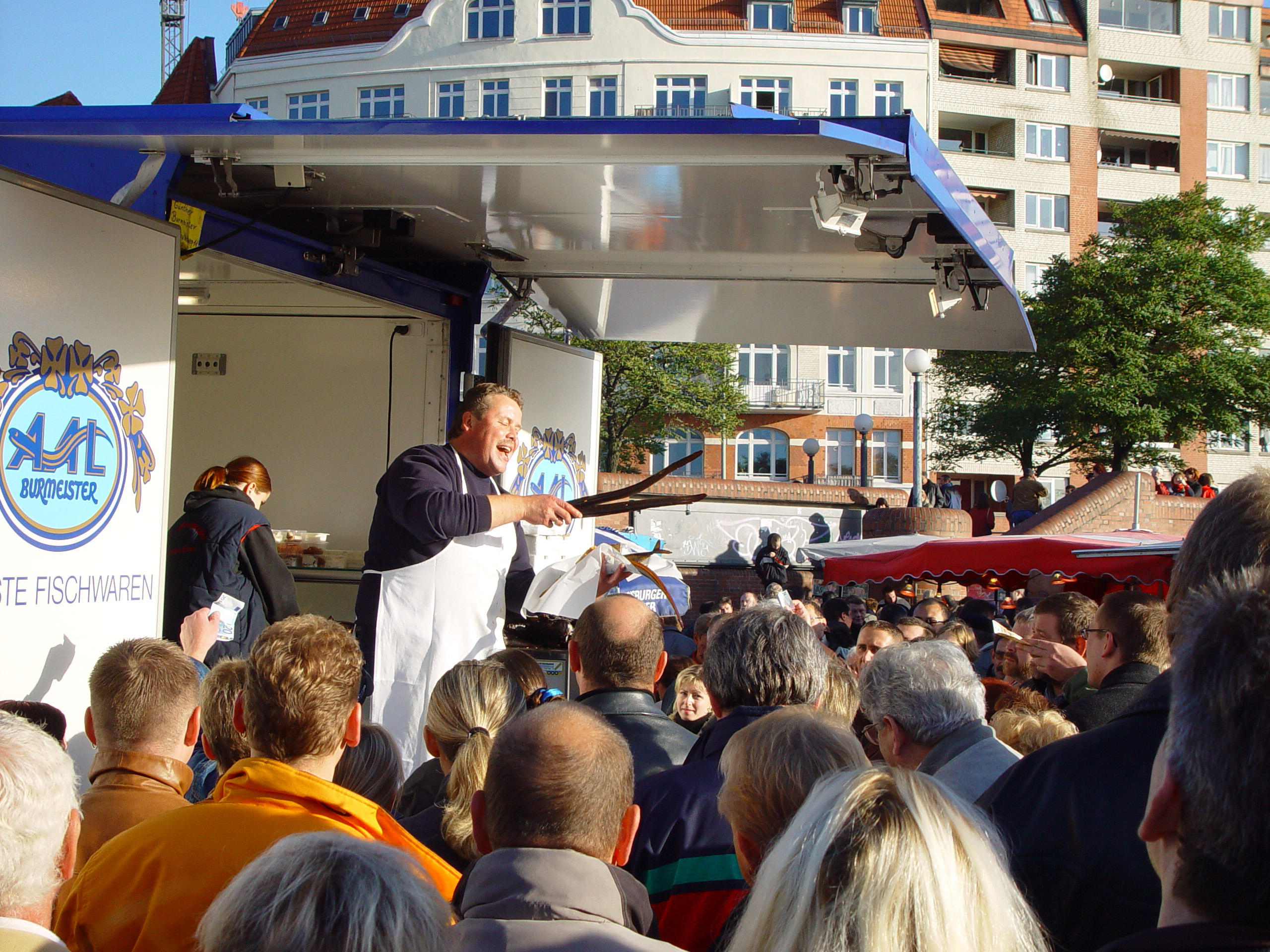
Aalverkäufer auf dem Fischmarkt Hamburg
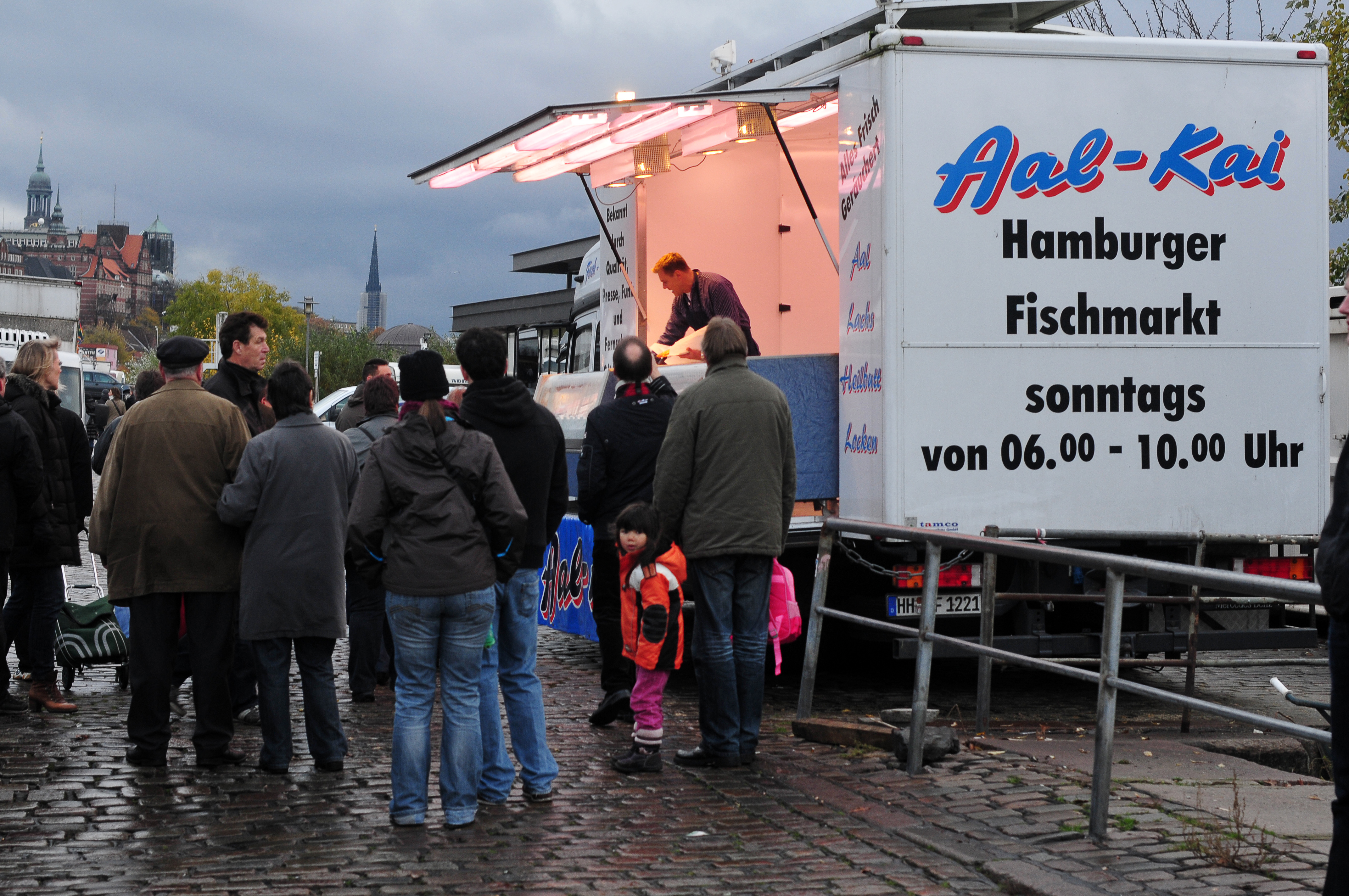
Aal-Kai auf dem Altonaer Fischmarkt